# Ingo Haar
Ingo Haar (ur. 3 lutego 1965) – niemiecki historyk. W 1993 ukończył studia na Uniwersytecie w Hamburgu, w 1998 uzyskał stopień doktora na Uniwersytecie Marcina Lutra w Halle i Wittenberdze. Zajmuje się między innymi problematyką wysiedlenia Niemców po II wojnie światowej. Obecnie pracuje w Zentrum für Antisemitismusforschung.

## Książki
- Historiker im Nationalsozialismus. Deutsche Geschichtswissenschaft und der "Volkstumskampf" im Osten. 2 wydanie, Göttingen 2002
- I. Haar, Michael Fahlbusch (red.), German Scholars and Ethnic Cleansing 1919-1945. New York/Oxford 2004